# روان جافه
روان جافه (انگلیسی: Rowan Joffé؛ زادهٔ ۱۹۷۳ (۵۱–۵۲ سال)) یک کارگردان، و فیلم‌نامه‌نویس اهل بریتانیا است. او فرزند رولند جافه (کارگردان) و جین لپوتی‌یر (بازیگر) است. اولین فیلم بلند او صخره برایتون نام دارد که اقتباسی از اثری به همین نام از گراهام گرین است. اثر بعدی او، اقتباسی از رمان قبل از اینکه بخوابم اثر اس.جی. واتسون است.